# DOS'46
DOS'46/VDK Groep is een korfbalvereniging uit Nijeveen (gemeente Meppel) en was tot vier keer toe Nederlands kampioen in de zaal, vier keer op het veld en vier keer houder van de Europa Cup voor landskampioenen. De vereniging is opgericht op 22 mei 1946. De clubkleuren van het tenue zijn een rood shirt met een zwarte broek.

## Supporters
De zijde van de sporthal waar de supporters staan staat bekend als "de Grifteside". De officiële mascotte is Elmo.

## Sponsoren
Toyota Van der Linde Meppel is al sinds 1974 hoofdsponsor van DOS'46. Er zijn enkele sponsoren geweest die haar naam verbonden hebben aan de club. In 2009 wordt Engeldot naamsponsor. Vanaf 2023 is VDK Groep naamsponsor. De clubnaam wordt veranderd in DOS'46/VDK Groep.

## Speellocaties

### Zaal
Vanaf begin jaren 80 speelt DOS'46 haar thuiswedstrijden in Sporthal De Eendracht in Nijeveen. In de winter wordt er sinds 2019 ook getraind in de Airdome die de vereniging huurt van Stichting Airdome Nijeveen.

### Veld
Sinds 1969 speelt DOS'46 op het sportpark Tussenboerslanden. Het hoofdveld heeft de naam "Multiselect Arena".

## Jeugdopleiding
DOS'46 staat vanouds bekend om haar jeugdopleiding KID. zij organiseert clinics en trainingen voor haar eigen leden maar ook voor andere geïnteresseerde korfballers.

## Finales en kampioenschappen
In 1982 werd DOS'46 voor het eerst landskampioen en versloeg Deetos in de Rijnhal in Arnhem met 10 - 8.
Na 23 jaar stond DOS'46 in 2005 weer in de finale, nu in Ahoy' Rotterdam, en moest het opnemen tegen PKC/CaféBar. De Nijeveners redden het bij lange na niet tegen de Papendrechters. Het werd 21 - 11 voor PKC.
Op 6 mei 2006 wisten ze voor het eerst sinds 1982 opnieuw het kampioenschap van Nederland te behalen. Ze versloegen in de finale, die werd gespeeld in Ahoy' in Rotterdam, Dalto uit Driebergen. Het werd uiteindelijk 29 - 19 voor de Nijeveners.
Op 14 april 2007 prolongeerde DOS '46 de landstitel, wederom in Ahoy', met een overwinning van 17-16 op aartsrivaal PKC uit Papendrecht. Op 16 juni 2007 is DOS´46 ook op het veld Nederlands kampioen geworden. Ze wisten dit keer PKC met 17-13 te verslaan.
Op 19 april 2008 stond DOS'46 opnieuw in de finale, dit keer tegen Koog Zaandijk. Koog Zaandijk won de wedstrijd met 18 - 16 en onttroonde daardoor de Drenten.
De vierde landstitel volgde op 18 april 2009 toen DOS'46 voor de vijfde keer op rij in de finale stond. Net als in het voorgaande jaar was Koog Zaandijk de tegenstander maar dit keer werd de wedstrijd met 23-26, na verlenging, gewonnen.
In begin 2013 werd er een poging gedaan om van de hoofdklasse terug te promoveren naar de Korfbal League. In de eerste wedstrijden in de play-off werd er gewonnen van KVS. Daardoor plaatse Dos'46 zich voor de finale van de Play-off. Echter werd deze verloren van Ovvo waardoor er nog een wedstrijd gespeeld moest worden voor promotie. Ditmaal was Nic uit Groningen de tegenstander. Ook deze wedstrijd werden verloren.
In 2015 lukt het de Nijeveners dan toch om promotie terug naar de Korfbal League af te dwingen. In de hoofdklassefinale was AW.DTV nog de sterkste, maar in de herkansing tegen de nummer 9 uit de League, Ovvo/De Kroon, werd promotie alsnog gerealiseerd. Hierdoor zal DOS'46 na een afwezigheid van 3 jaar weer terugkeren op het hoogste niveau waar het al zo vaak zegevierde.
Op 22 juni 2019 werd DOS’46 voor de zevende maal landskampioen. In het nieuwe seizoen werd ook de Supercup gewonnen door de veldkampioen van België te verslaan. Sindsdien is DOS’46 regerend landskampioen tot en met de zomer van 2021.

## Europa Cup voor landskampioenen
In 1982 behaalde de club voor het eerst in haar geschiedenis de Europa Cup. Het duurde tot januari 2007 voordat DOS '46 in het Belgische Deurne voor de tweede maal de Europa Cup voor landskampioenen in de zaal won. Ze versloegen in de finale de korfbalploeg Riviera uit Antwerpen met 19-10.
Op 12 januari 2008 wisten ze in het Portugese Carcavelos in de finale tegen de Belgische korfbalvereniging Boeckenberg deze titel te prolongeren.
In 2010 namen ze vanuit België de beker ook weer mee naar huis, ze versloegen in de finale Boeckenberg met 27-20.

## Erelijst

### Nationaal
Zaalkampioen van Nederland (4x)
1982, 2006, 2007, 2009
Veldkampioen van Nederland (4x)
1982, 2007, 2019, 2025

### Internationaal
Europacup voor Landskampioenen (zaal) (4x)
1982, 2007, 2008, 2010
Supercup voor Landskampioenen (veld) (1x)
2019

### Individuele prijzen
De volgende spelers wonnen een individuele prijs op het moment dat zij uitkwamen voor DOS'46.
- Beste Korfballer van het Jaar, 3x
  - Peter Lageweg (2009)
  - André Kuipers (2006)
  - Henk Woudstra (1983
- Beste Korfbalster van het Jaar, 1x
  - Mirjam de Kleijn (2008)
- Coach van het jaar, 2x
  - Daniël Hulzebosch (2009)
  - Herman van Gunst (2001)
- Talent van het jaar, 3x
  - Andre Kuipers (2002)
  - Peter Lageweg (2006,2007)
- Talente van het jaar, 3x
  - Sabrina Bijvank (2000,2001)
  - Janice Lucas (2007)
- Beste debutant van het jaar, 1x
  - Ludo Tissingh (1995)

## Organisatie
DOS'46 is een vereniging met statuten. Het hoogste orgaan binnen de vereniging is de Algemene Ledenvereniging (ALV). Binnen de vereniging zijn er diverse commissies en werkgroepen waardoor de vereniging kan functioneren.

## Rivaliteit
Een sportieve rivaal van DOS'46 is NIC uit Groningen. De wedstrijd tegen deze club staat bekend als de "Derby van het Noorden".

## (Oud) trainers
- Herman van Gunst
- Daniël Hulzebosch
- Henk Jan Mulder en Friso Boode
- Paul Marseille
- Manfred Hofstede
- Gerald Aukes
- Lars Pieper en Tom Stoffelsen
- Harry Dassen
- Pascal Zegwaard
- Rinze Popma